# Hemitrygon fluviorum
Hemitrygon fluviorum is een vissensoort uit de familie van de pijlstaartroggen (Dasyatidae). De wetenschappelijke naam van de soort is voor het eerst geldig gepubliceerd in 1908 door William Ogilby.